# 6 uur van Fuji 2019
De 6 uur van Fuji 2019 was de tweede race van het FIA World Endurance Championship-seizoen 2019-2020. De race werd verreden op 6 oktober 2019 op de Fuji Speedway nabij Oyama, Japan.
De race werd gewonnen door de Toyota Gazoo Racing #8 van Sébastien Buemi, Brendon Hartley en Kazuki Nakajima. De LMP2-klasse werd gewonnen door de Racing Team Nederland #29 van Frits van Eerd, Giedo van der Garde en Nyck de Vries. De LMGTE Pro-klasse werd gewonnen door de Aston Martin Racing #95 van Marco Sørensen en Nicki Thiim. De LMGTE Am-klasse werd gewonnen door de TF Sport #90 van Jonathan Adam, Charlie Eastwood en Salih Yoluç.

## Inschrijvingen
Er waren 30 auto's ingeschreven voor de race, bestaande uit vijf in de LMP1-klasse, acht in de LMP2-klasse, zes in de LMGTE Pro-klasse en elf in de LMGTE Am-klasse. De #3 Rebellion Racing miste de race. In de Jota Sport #38 en de Cool Racing #42 keerden respectievelijk Anthony Davidson en Alexandre Coigny terug, nadat zij de vorige race vanwege blessures moesten missen. In de #22 United Autosports werd Paul di Resta vervangen door Oliver Jarvis omdat hij dat weekend in de DTM actief was. In de #56 Team Project 1 keerde David Heinemeier Hansson terug in de plaats van David Kolkmann nadat hij vanwege de geboorte van zijn kind de vorige race miste.

## Kwalificatie
Tijden vetgedrukt betekent de snelste tijd in die klasse.
| Pos. | Klasse    | No. | Team                  | Tijd      | Grid |
| ---- | --------- | --- | --------------------- | --------- | ---- |
| 1    | LMP1      | 8   | Toyota Gazoo Racing   | 1:25.013  | 1    |
| 2    | LMP1      | 7   | Toyota Gazoo Racing   | 1:25.803  | 2    |
| 3    | LMP1      | 1   | Rebellion Racing      | 1:26.163  | 3    |
| 4    | LMP1      | 5   | Team LNT              | 1:26.820  | 4    |
| 5    | LMP2      | 37  | Jackie Chan DC Racing | 1:29.302  | 5    |
| 6    | LMP2      | 22  | United Autosports     | 1:29.787  | 6    |
| 7    | LMP2      | 38  | Jota Sport            | 1:29.792  | 7    |
| 8    | LMP2      | 33  | High Class Racing     | 1:30.073  | 8    |
| 9    | LMP2      | 42  | Cool Racing           | 1:30.087  | 9    |
| 10   | LMP2      | 36  | Signatech Alpine Elf  | 1:30.858  | 10   |
| 11   | LMP2      | 29  | Racing Team Nederland | 1:30.935  | 11   |
| 12   | LMP2      | 47  | Cetilar Racing        | 1:31.342  | 12   |
| 13   | LMGTE Pro | 91  | Porsche GT Team       | 1:37.356  | 13   |
| 14   | LMGTE Pro | 51  | AF Corse              | 1:37.397  | 14   |
| 15   | LMGTE Pro | 95  | Aston Martin Racing   | 1:37.466  | 15   |
| 16   | LMGTE Pro | 71  | AF Corse              | 1:37.792  | 16   |
| 17   | LMGTE Pro | 97  | Aston Martin Racing   | 1:37.820  | 17   |
| 18   | LMGTE Pro | 92  | Porsche GT Team       | 1:37.935  | 18   |
| 19   | LMGTE Am  | 90  | TF Sport              | 1:38.821  | 19   |
| 20   | LMGTE Am  | 83  | AF Corse              | 1:38.850  | 20   |
| 21   | LMGTE Am  | 98  | Aston Martin Racing   | 1:38.917  | 21   |
| 22   | LMGTE Am  | 56  | Team Project 1        | 1:39.022  | 22   |
| 23   | LMGTE Am  | 88  | Dempsey-Proton Racing | 1:39.025  | 23   |
| 24   | LMGTE Am  | 54  | AF Corse              | 1:39.291  | 24   |
| 25   | LMGTE Am  | 77  | Dempsey-Proton Racing | 1:39.549  | 25   |
| 26   | LMGTE Am  | 86  | Gulf Racing           | 1:39.610  | 26   |
| 27   | LMGTE Am  | 70  | MR Racing             | 1:39.628  | 27   |
| 28   | LMGTE Am  | 62  | Red River Sport       | 1:39.889  | 28   |
| 29   | LMP1      | 6   | Team LNT              | 1:25.889  | 29   |
| 30   | LMGTE Am  | 57  | Team Project 1        | Geen tijd | 30   |

## Uitslag
Winnaars in hun klasse zijn vetgedrukt; LMP1 is rood, LMP2 is blauw, LMGTE Pro is groen en LMGTE Am is oranje.
| Pos. | Klasse    | No. | Team                  | Coureurs                                                 | Chassis                       | Banden | Ronden | Tijd/Reden        |
| Pos. | Klasse    | No. | Team                  | Coureurs                                                 | Motor                         | Banden | Ronden | Tijd/Reden        |
| ---- | --------- | --- | --------------------- | -------------------------------------------------------- | ----------------------------- | ------ | ------ | ----------------- |
| 1    | LMP1      | 8   | Toyota Gazoo Racing   | Sébastien Buemi Brendon Hartley Kazuki Nakajima          | Toyota TS050 Hybrid           | M      | 232    | 6:00:30.025       |
| 1    | LMP1      | 8   | Toyota Gazoo Racing   | Sébastien Buemi Brendon Hartley Kazuki Nakajima          | Toyota 2.4 L Turbo V6         | M      | 232    | 6:00:30.025       |
| 2    | LMP1      | 7   | Toyota Gazoo Racing   | Mike Conway Kamui Kobayashi José María López             | Toyota TS050 Hybrid           | M      | 232    | +33.955           |
| 2    | LMP1      | 7   | Toyota Gazoo Racing   | Mike Conway Kamui Kobayashi José María López             | Toyota 2.4 L Turbo V6         | M      | 232    | +33.955           |
| 3    | LMP1      | 1   | Rebellion Racing      | Gustavo Menezes Norman Nato Bruno Senna                  | Rebellion R13                 | M      | 230    | +2 ronden         |
| 3    | LMP1      | 1   | Rebellion Racing      | Gustavo Menezes Norman Nato Bruno Senna                  | Gibson GL458 4.5 L V8         | M      | 230    | +2 ronden         |
| 4    | LMP2      | 29  | Racing Team Nederland | Frits van Eerd Giedo van der Garde Nyck de Vries         | Oreca 07                      | M      | 222    | +10 ronden        |
| 4    | LMP2      | 29  | Racing Team Nederland | Frits van Eerd Giedo van der Garde Nyck de Vries         | Gibson GK428 4.2 L V8         | M      | 222    | +10 ronden        |
| 5    | LMP2      | 37  | Jackie Chan DC Racing | Gabriel Aubry Will Stevens Ho-Pin Tung                   | Oreca 07                      | G      | 221    | +11 ronden        |
| 5    | LMP2      | 37  | Jackie Chan DC Racing | Gabriel Aubry Will Stevens Ho-Pin Tung                   | Gibson GK428 4.2 L V8         | G      | 221    | +11 ronden        |
| 6    | LMP2      | 22  | United Autosports     | Filipe Albuquerque Philip Hanson Oliver Jarvis           | Oreca 07                      | M      | 220    | +12 ronden        |
| 6    | LMP2      | 22  | United Autosports     | Filipe Albuquerque Philip Hanson Oliver Jarvis           | Gibson GK428 4.2 L V8         | M      | 220    | +12 ronden        |
| 7    | LMP2      | 33  | High Class Racing     | Anders Fjordbach Mark Patterson Kenta Yamashita          | Oreca 07                      | G      | 219    | +13 ronden        |
| 7    | LMP2      | 33  | High Class Racing     | Anders Fjordbach Mark Patterson Kenta Yamashita          | Gibson GK428 4.2 L V8         | G      | 219    | +13 ronden        |
| 8    | LMP2      | 42  | Cool Racing           | Antonin Borga Alexander Coigny Nicolas Lapierre          | Oreca 07                      | M      | 219    | +13 ronden        |
| 8    | LMP2      | 42  | Cool Racing           | Antonin Borga Alexander Coigny Nicolas Lapierre          | Gibson GK428 4.2 L V8         | M      | 219    | +13 ronden        |
| 9    | LMP1      | 6   | Team LNT              | Charlie Robertson Michael Simpson Guy Smith              | Ginetta G60-LT-P1             | M      | 218    | +14 ronden        |
| 9    | LMP1      | 6   | Team LNT              | Charlie Robertson Michael Simpson Guy Smith              | AER P60C 2.4 L Turbo V6       | M      | 218    | +14 ronden        |
| 10   | LMP2      | 36  | Signatech Alpine Elf  | Thomas Laurent André Negrão Pierre Ragues                | Alpine A470                   | M      | 217    | +15 ronden        |
| 10   | LMP2      | 36  | Signatech Alpine Elf  | Thomas Laurent André Negrão Pierre Ragues                | Gibson GK428 4.2 L V8         | M      | 217    | +15 ronden        |
| 11   | LMP1      | 5   | Team LNT              | Luca Ghiotto Ben Hanley Jegor Oroedzjev                  | Ginetta G60-LT-P1             | M      | 216    | +16 ronden        |
| 11   | LMP1      | 5   | Team LNT              | Luca Ghiotto Ben Hanley Jegor Oroedzjev                  | AER P60C 2.4 L Turbo V6       | M      | 216    | +16 ronden        |
| 12   | LMP2      | 47  | Cetliar Racing        | Andrea Belicchi Roberto Lacorte Giorgio Sernagiotto      | Dallara P217                  | M      | 216    | +16 ronden        |
| 12   | LMP2      | 47  | Cetliar Racing        | Andrea Belicchi Roberto Lacorte Giorgio Sernagiotto      | Gibson GK428 4.2 L V8         | M      | 216    | +16 ronden        |
| 13   | LMGTE Pro | 95  | Aston Martin Racing   | Marco Sørensen Nicki Thiim                               | Aston Martin Vantage AMR      | M      | 211    | +21 ronden        |
| 13   | LMGTE Pro | 95  | Aston Martin Racing   | Marco Sørensen Nicki Thiim                               | Aston Martin 4.0 L Turbo V8   | M      | 211    | +21 ronden        |
| 14   | LMGTE Pro | 92  | Porsche GT Team       | Michael Christensen Kévin Estre                          | Porsche 911 RSR-19            | M      | 210    | +22 ronden        |
| 14   | LMGTE Pro | 92  | Porsche GT Team       | Michael Christensen Kévin Estre                          | Porsche 4.2 L Flat-6          | M      | 210    | +22 ronden        |
| 15   | LMGTE Pro | 97  | Aston Martin Racing   | Alex Lynn Maxime Martin                                  | Aston Martin Vantage AMR      | G      | 210    | +22 ronden        |
| 15   | LMGTE Pro | 97  | Aston Martin Racing   | Alex Lynn Maxime Martin                                  | Aston Martin 4.0 L Turbo V8   | G      | 210    | +22 ronden        |
| 16   | LMGTE Pro | 51  | AF Corse              | James Calado Alessandro Pier Guidi                       | Ferrari 488 GTE Evo           | M      | 210    | +22 ronden        |
| 16   | LMGTE Pro | 51  | AF Corse              | James Calado Alessandro Pier Guidi                       | Ferrari F154CB 4.0 L Turbo V8 | M      | 210    | +22 ronden        |
| 17   | LMGTE Pro | 71  | AF Corse              | Miguel Molina Davide Rigon                               | Ferrari 488 GTE Evo           | M      | 209    | +23 ronden        |
| 17   | LMGTE Pro | 71  | AF Corse              | Miguel Molina Davide Rigon                               | Ferrari F154CB 4.0 L Turbo V8 | M      | 209    | +23 ronden        |
| 18   | LMGTE Pro | 91  | Porsche GT Team       | Gianmaria Bruni Richard Lietz                            | Porsche 911 RSR-19            | M      | 208    | +24 ronden        |
| 18   | LMGTE Pro | 91  | Porsche GT Team       | Gianmaria Bruni Richard Lietz                            | Porsche 4.2 L Flat-6          | M      | 208    | +24 ronden        |
| 19   | LMGTE Am  | 90  | TF Sport              | Jonathan Adam Charlie Eastwood Salih Yoluç               | Aston Martin Vantage AMR      | M      | 208    | +24 ronden        |
| 19   | LMGTE Am  | 90  | TF Sport              | Jonathan Adam Charlie Eastwood Salih Yoluç               | Aston Martin 4.0 L Turbo V8   | M      | 208    | +24 ronden        |
| 20   | LMGTE Am  | 83  | AF Corse              | Emmanuel Collard Nicklas Nielsen François Perrodo        | Ferrari 488 GTE Evo           | M      | 207    | +25 ronden        |
| 20   | LMGTE Am  | 83  | AF Corse              | Emmanuel Collard Nicklas Nielsen François Perrodo        | Ferrari F154CB 4.0 L Turbo V8 | M      | 207    | +25 ronden        |
| 21   | LMGTE Am  | 57  | Team Project 1        | Jeroen Bleekemolen Felipe Fraga Ben Keating              | Porsche 911 RSR               | M      | 207    | +25 ronden        |
| 21   | LMGTE Am  | 57  | Team Project 1        | Jeroen Bleekemolen Felipe Fraga Ben Keating              | Porsche 4.0 L Flat-6          | M      | 207    | +25 ronden        |
| 22   | LMGTE Am  | 70  | MR Racing             | Olivier Beretta Kei Cozzolino Motoaki Ishikawa           | Ferrari 488 GTE Evo           | M      | 207    | +25 ronden        |
| 22   | LMGTE Am  | 70  | MR Racing             | Olivier Beretta Kei Cozzolino Motoaki Ishikawa           | Ferrari F154CB 4.0 L Turbo V8 | M      | 207    | +25 ronden        |
| 23   | LMGTE Am  | 77  | Dempsey-Proton Racing | Matt Campbell Riccardo Pera Christian Ried               | Porsche 911 RSR               | M      | 207    | +25 ronden        |
| 23   | LMGTE Am  | 77  | Dempsey-Proton Racing | Matt Campbell Riccardo Pera Christian Ried               | Porsche 4.0 L Flat-6          | M      | 207    | +25 ronden        |
| 24   | LMGTE Am  | 54  | AF Corse              | Francesco Castellacci Giancarlo Fisichella Thomas Flohr  | Ferrari 488 GTE Evo           | M      | 206    | +26 ronden        |
| 24   | LMGTE Am  | 54  | AF Corse              | Francesco Castellacci Giancarlo Fisichella Thomas Flohr  | Ferrari F154CB 4.0 L Turbo V8 | M      | 206    | +26 ronden        |
| 25   | LMGTE Am  | 56  | Team Project 1        | Matteo Cairoli David Heinemeier Hansson Egidio Perfetti  | Porsche 911 RSR               | M      | 206    | +26 ronden        |
| 25   | LMGTE Am  | 56  | Team Project 1        | Matteo Cairoli David Heinemeier Hansson Egidio Perfetti  | Porsche 4.0 L Flat-6          | M      | 206    | +26 ronden        |
| 26   | LMGTE Am  | 86  | Gulf Racing           | Ben Barker Michael Wainwright Andrew Watson              | Porsche 911 RSR               | M      | 204    | +28 ronden        |
| 26   | LMGTE Am  | 86  | Gulf Racing           | Ben Barker Michael Wainwright Andrew Watson              | Porsche 4.0 L Flat-6          | M      | 204    | +28 ronden        |
| 27   | LMGTE Am  | 88  | Dempsey-Proton Racing | Adrien De Leener Satoshi Hoshino Thomas Preining         | Porsche 911 RSR               | M      | 198    | +34 ronden        |
| 27   | LMGTE Am  | 88  | Dempsey-Proton Racing | Adrien De Leener Satoshi Hoshino Thomas Preining         | Porsche 4.0 L Flat-6          | M      | 198    | +34 ronden        |
| 28   | LMGTE Am  | 62  | Red River Sport       | Bonamy Grimes Charles Hollings Johnny Mowlem             | Ferrari 488 GTE Evo           | M      | 197    | +35 ronden        |
| 28   | LMGTE Am  | 62  | Red River Sport       | Bonamy Grimes Charles Hollings Johnny Mowlem             | Ferrari F154CB 4.0 L Turbo V8 | M      | 197    | +35 ronden        |
| 29   | LMGTE Am  | 98  | Aston Martin Racing   | Paul Dalla Lana Ross Gunn Darren Turner                  | Aston Martin Vantage AMR      | G      | 186    | +46 ronden        |
| 29   | LMGTE Am  | 98  | Aston Martin Racing   | Paul Dalla Lana Ross Gunn Darren Turner                  | Aston Martin 4.0 L Turbo V8   | G      | 186    | +46 ronden        |
| DSQ  | LMP2      | 38  | Jota Sport            | Anthony Davidson António Félix da Costa Roberto González | Oreca 07                      | G      | 222    | Gediskwalificeerd |
| DSQ  | LMP2      | 38  | Jota Sport            | Anthony Davidson António Félix da Costa Roberto González | Gibson GK428 4.2 L V8         | G      | 222    | Gediskwalificeerd |

## Tussenstanden na wedstrijd
LMP (coureurs)
| Pos | Coureur                                         | Punten |
| --- | ----------------------------------------------- | ------ |
| 1   | Mike Conway Kamui Kobayashi José María López    | 44     |
| 2   | Sébastien Buemi Brendon Hartley Kazuki Nakajima | 44     |
| 3   | Frits van Eerd Giedo van der Garde              | 20     |
| 4   | Charlie Robertson                               | 17     |
| 5   | Gustavo Menezes Norman Nato Bruno Senna         | 17     |

LMP1 (teams)
| Pos | Team                | Punten |
| --- | ------------------- | ------ |
| 1   | Toyota Gazoo Racing | 52     |
| 2   | Rebellion Racing    | 17     |
| 3   | Team LNT            | 17     |

GTE (coureurs)
| Pos | Coureur                            | Punten |
| --- | ---------------------------------- | ------ |
| 1   | Michael Christensen Kévin Estre    | 36     |
| 2   | Marco Sørensen Nicki Thiim         | 35     |
| 3   | Gianmaria Bruni Richard Lietz      | 34     |
| 4   | Alex Lynn Maxime Martin            | 30     |
| 5   | James Calado Alessandro Pier Guidi | 25     |

GTE (constructeurs)
| Pos | Constructeur | Punten |
| --- | ------------ | ------ |
| 1   | Porsche      | 70     |
| 2   | Aston Martin | 65     |
| 3   | Ferrari      | 43     |

LMP2 (coureurs)
| Pos | Coureur                                   | Punten |
| --- | ----------------------------------------- | ------ |
| 1   | Frits van Eerd Giedo van der Garde        | 41     |
| 2   | Antonin Borga Nicolas Lapierre            | 35     |
| 3   | Gabriel Aubry Will Stevens Ho-Pin Tung    | 31     |
| 4   | Thomas Laurent André Negrão Pierre Ragues | 26     |
| 5   | Nyck de Vries                             | 25     |

LMP2 (teams)
| Pos | Nr | Team                  | Punten |
| --- | -- | --------------------- | ------ |
| 1   | 29 | Racing Team Nederland | 41     |
| 2   | 42 | Cool Racing           | 35     |
| 3   | 37 | Jackie Chan DC Racing | 31     |
| 4   | 36 | Signatech Alpine Elf  | 26     |
| 5   | 33 | High Class Racing     | 18     |

GTE Am (coureurs)
| Pos | Coureur                                           | Punten |
| --- | ------------------------------------------------- | ------ |
| 1   | Emmanuel Collard Nicklas Nielsen François Perrodo | 43     |
| 2   | Jonathan Adam Charlie Eastwood Salih Yoluç        | 33     |
| 3   | Olivier Beretta Kei Cozzolino Motoaki Ishikawa    | 27     |
| 4   | Matt Campbell Riccardo Pera Christian Ried        | 20     |
| 5   | Paul Dalla Lana Ross Gunn Darren Turner           | 18,5   |

GTE Am (teams)
| Pos | Nr | Team                  | Punten |
| --- | -- | --------------------- | ------ |
| 1   | 83 | AF Corse              | 43     |
| 2   | 90 | TF Sport              | 33     |
| 3   | 70 | MR Racing             | 27     |
| 4   | 77 | Dempsey-Proton Racing | 20     |
| 5   | 98 | Aston Martin Racing   | 18,5   |